# Anthosactis nomados
Anthosactis nomados är en havsanemonart som beskrevs av White, Wakefield Pagels och Daphne G. Fautin 1999. Anthosactis nomados ingår i släktet Anthosactis och familjen Actinostolidae. Inga underarter finns listade i Catalogue of Life.